# Sean Emmett
Sean Emmett (Walton on Thames, 4 de febrero de 1970) es un expiloto de motociclismo que corrió en el Campeonato del Mundo.
Emmett comenzó su carrera en 1989 en Brands Hatch, donde ganó el Production Championship de 350cc y el Avon Tyres Trophy como mejor promesa. Anteriormente, este trofeo fue ganado por John Surtees, Mike Hailwood y Barry Sheene. Debutó en Campeonato del Mundo en la temporada 1993 pilotando una Yamaha del equipo Shell-Harris, acabando en la decimonovanea posición en la categoría de 500cc. En 1994, Emmett acabó decimoquinto con una Suzuki, y en la vigesimosegunda posición en 1995 y 1996.
En 1999, Emmett da el salto a Campeonato del Mundo de Superbikes, acabando en 28.º posición a bordo de una Ducati.

## Estadísticas
Sistema de puntuación de 1993 en adelante:
| Posición | 1.º | 2.º | 3.º | 4.º | 5.º | 6.º | 7.º | 8.º | 9.º | 10.º | 11.º | 12.º | 13.º | 14.º | 15.º |
| Puntos   | 25  | 20  | 16  | 13  | 11  | 10  | 9   | 8   | 7   | 6    | 5    | 4    | 3    | 2    | 1    |

|
| Color     | Resultado                                                               |
| --------- | ----------------------------------------------------------------------- |
| Oro       | Ganador                                                                 |
| Plata     | 2.ª plaza                                                               |
| Bronce    | 3.ª plaza                                                               |
| Verde     | Finalizó en los puntos                                                  |
| Azul      | Finalizó sin puntos                                                     |
| Azul      | NC - No clasificado                                                     |
| Violeta   | Ret - No terminó (Carrera)                                              |
| Rojo      | DNQ - No se clasificó                                                   |
| Negro     | DSQ - Descalificado                                                     |
| Blanco    | DNS - No empezó (carrera)                                               |
| Blanco    | WD - Retirado (fin de semana)                                           |
| Blanco    | C - Carrera cancelada                                                   |
| Sin color | DNP - Inscrito pero no participó                                        |
| Sin color | INJ - Lesionado                                                         |
| Sin color | EX - Excluido                                                           |
| Estado    | Resultado                                                               |
| Negrita   | Pole position                                                           |
| Cursiva   | Vuelta rápida                                                           |
| †         | Abandona, pero clasifica al completar el porcentaje requerido para ello |

| Año  | Clase | Moto                | 1      | 2      | 3      | 4      | 5      | 6      | 7      | 8      | 9       | 10     | 11     | 12     | 13     | 14     | 15  | Pos  | Pts |
| ---- | ----- | ------------------- | ------ | ------ | ------ | ------ | ------ | ------ | ------ | ------ | ------- | ------ | ------ | ------ | ------ | ------ | --- | ---- | --- |
| 1993 | 500cc | Shell Harris-Yamaha | AUS 16 | MAL 14 | JPN 15 | SPA 9  | AUT 16 | GER NC | NED 16 | EUR 12 | SMR NC  | GBR NC | CZE NC | ITA NC | USA 13 | FIM 14 |     | 19.º | 19  |
| 1994 | 500cc | Shell Harris-Yamaha | AUS 14 | MAL 13 | JPN 17 | SPA NC | AUT 12 | GER 11 | NED NC | ITA 14 | FRA NC  | GBR 12 | CZE 13 | USA 11 |        |        |     | 15.º | 34  |
| 1994 | 500cc | Lucky Strike Suzuki |        |        |        |        |        |        |        |        |         |        |        |        | ARG 10 | EUR NC |     | 15.º | 34  |
| 1995 | 500cc | Lucky Strike Suzuki | AUS 12 | MAL NC | JPN 13 | SPA NC | GER    | ITA NC | NED NC | FRA NC | GBR 13  | CZE 13 | BRA 10 | ARG 11 | EUR NC |        |     | 22.º | 17  |
| 1996 | 250cc | Honda               | MAL 11 | INA 15 | JPN 17 | SPA 15 | ITA 14 | FRA NC | NED NC | GER NC | GBR DNS | AUS NC | CZE 17 | IMO 16 | CAT NC | RIO    | EUR | 22.º | 9   |